# Ernst Esche (Kaufmann)
Ernst Reinhold Esche (* 4. Mai 1817 in Limbach; † 22. Februar 1873) war ein deutscher Kaufmann, Textilunternehmer und liberaler Politiker.

## Leben und Wirken
Esche war ab 1843 Inhaber der von seinem Vater Traugott Reinhold Esche gegründeten Strumpfwarenfabrik Reinhold Esche in Limbach, die als ältestes Unternehmen der Branche in Sachsen gilt. Um 1860 beschäftigte er 110 Fabrikarbeiter, unter denen sich viele Mädchen und Kinder befanden und in der Appretur weitere 50 bis 60 Arbeiter. Daneben wurde auch in Heimarbeit viele Erzeugnisse gefertigt. Die Produktion umfasste baumwollene, flor- und halbseidene Artikel, die in alle Erdteile exportiert wurden.
Ab 1862 war Esche Mitglied der Handelskammer Chemnitz. Von 1869 bis zu seinem Tod vertrat er den 31. ländlichen Wahlkreis in der II. Kammer des Sächsischen Landtags.
Esche war ab 1846 mit Emmy Luise Krause (1825–1895) verheiratet. Die gemeinsame Tochter Emmy Margaretha geb. Esche heiratete 1870 Eugen Esche, Mitinhaber der Strumpfwarenfabrik Moritz Samuel Esche in Chemnitz.